# Dyahi
Dyahi, Djahy, Djahi o Zahi fue la antigua designación egipcia para la región sur de Retenu. Cubría aproximadamente desde Ascalón al Líbano y tierra adentro hasta Galilea, ocupando prácticamente los mismos límites que Canaán. 
Amosis I, primer faraón de la dinastía XVIII, en sus campañas militares llegó hasta allí en el vigésimo segundo año de su reinado. Dyahi es mencionada en la Estela de la Restauración de Tutankamón, también de la misma dinastía.

Durante la dinastía XIX, fue lugar de confrontación en las batallas de Qadesh entre Ramsés II y los hititas.
En la dinastía XX, fue el escenario de la batalla de Dyahi entre Ramsés III y los Pueblos del Mar, según inscripciones encontradas en Medinet Habu:

"Organicé mi frontera en Dyahi, preparé frente a ellos a príncipes, jefes de guarniciones y maryannu."